# Kylie Presents Golden

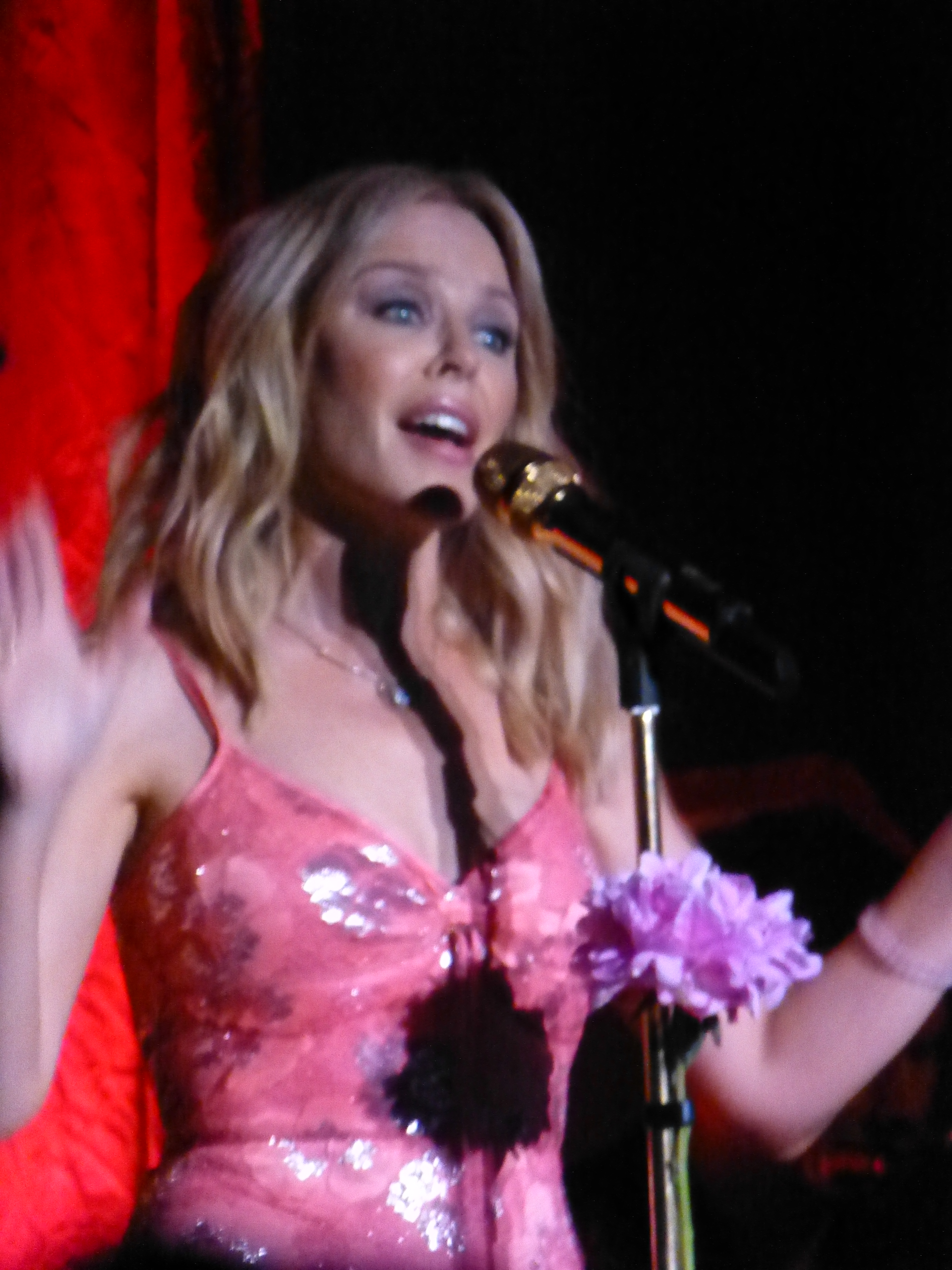

Kylie Presents Golden foi uma turnê promocional da cantora australiana Kylie Minogue em motivo da promoção de seu décimo quarto álbum de estúdio com o mesmo nome.

## Antecedentes
Ao contrário das turnês anteriores, com exceção da Anti Tour, a cantora se apresentou em locais pequenos e de capacidade reduzida, para criar um ambiente mais intimo e com uma interação maior com os fãs.

Falando sobre a turnê, Minogue comentou: 
"Estou ansiosa para cantar pela primeira vez em público as músicas do meu novo álbum Golden nesses clubes europeus icônicos. Cada um desses lugares é especial e — assim como eu achei fazer o novo álbum em Nashville tão energizante — esses shows serão completamente novos, íntimos e divertidos. Eu não consigo esperar para levar essas novas músicas a vida e é claro, existirão algumas surpresas para meus fãs."

## Datas
| Data                | Cidade      | País           | Local            | Público | Lucro  |        |        |
| Europa              | Europa      | Europa         | Europa           | Europa  | Europa | Europa | Europa |
| ------------------- | ----------- | -------------- | ---------------- | ------- | ------ | ------ | ------ |
| 13 de Março de 2018 | Londres     | Reino Unido    | Café de Paris    | —       | —      |        |        |
| 14 de Março de 2018 | Manchester  | Reino Unido    | Gorilla          | —       | —      |        |        |
| 16 de Março 2018    | Barcelona   | Espanha        | Club Bikini      | —       | —      |        |        |
| 18 de Março de 2018 | Paris       | França         | Café de la Danse | —       | —      |        |        |
| 20 de Março de 2018 | Berlim      | Alemanha       | Berghain         | —       | —      |        |        |
| América do Norte    |             |                |                  |         |        |        |        |
| 25 de Junho de 2018 | Nova Iorque | Estados Unidos | Bowery Ballroom  | —       | —      |        |        |
| TOTAL               | TOTAL       | TOTAL          | TOTAL            | —       | —      |        |        |

## Datas canceladas
| Data                | Cidade | País      | Local         | Razão                |
| ------------------- | ------ | --------- | ------------- | -------------------- |
| 29 de Março de 2018 | Sydney | Austrália | Nova Red Room | Infecção na garganta |